# Delfínovec induský
Delfínovec induský (Platanista minor) je vzácný druh sladkovodního delfína, který se vyskytuje v řece Indus a některých jejích přítocích. Jedná se o jednoho ze dvou zástupců rodu Platanista (indických delfínovců) – druhým je delfínovec ganžský (Platanista gangetica). Druh je místně znám jako bhulan. Patří k nejohroženějším kytovcům na světě se zbývající populací kolem 1800 jedinců (sčítání z roku 2017).

## Systematika

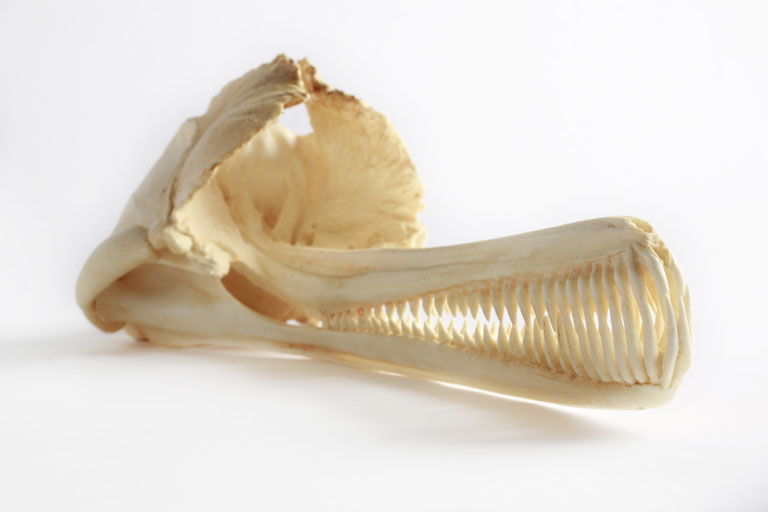
Lebka delfínovce induského s dlouhým zobákem a velkými zuby

Taxonomie dvou sladkovodních jihoasijských delfínů obývající povodí řek Indus a Gangy byla dlouhou dobu předmětem vědeckých debat. Obě populace byly původně považovány za ten samý druh, nicméně počátkem 70. let 20. století byly rozděleny na dva druhy. V 90. letech byly oba druhy opět seskupeny do jednoho druhu. V případě, že se obě populace z Indu a Gangy považují za jeden druh rozdělený do dvou poddruhů, bývá induský delfínovec označován jako Platanista gangetica minor a ganžský delfínovec jako Platanista gangetica gangetica. Podrobná taxonomická revize spolu s morfologickým výzkumem z roku 2021 však ukázala, že se jedná o dva zřetelně samostatné druhy, které se od sebe oddělily někdy před 550 tisíci lety. Rozdělení na dva druhy přijímá i klíčová taxonomická autorita v oblasti mořské mammalogie, a sice Společnost pro mořskou mammalogii.
Delfínovec induský má řadu místních lidových pojmenování. K tomu nejčastějšímu patří bhulan, což je jméno běžně používané v řadě populárně naučných i vědeckých publikacích. V suraikištině a sindhštině se delfínovec označuje jako bhoolun, v urdštině jako dolphin muchli, což jednoduše znamená „delfín“.

## Popis
Delfínovec induský je vzhledově takřka identický s delfínovcem ganžským. Delfínovec induský má robustní, avšak velmi pružné tělo. Tělesné zbarvení je šedé, na spodině o něco světlejší a u nedospělých jedinců až narůžovělé.

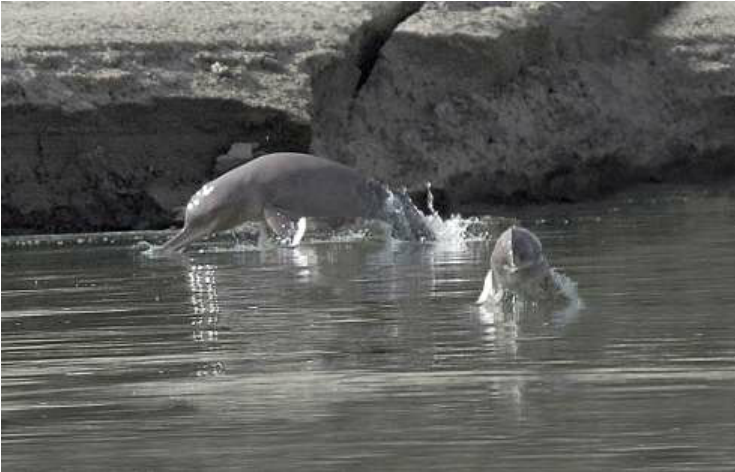
Delfínovci induští při výskocích z vody

Zobák je úzký a dlouhý a na konci je tlustší než na bázi. Dospělé samice mají typicky delší zobák než samci. Horní i spodní čelist obsahuje každá průměrně 33 zubů, což je v průměru o 5 zubů více než u delfínovce ganžského. Zuby jsou natočené směrem dovnitř tlamy a ke konci zobáku se postupně prodlužují. Delší zuby vyčnívají z tlamy ven. Zuby se věkem obrušují a u starších jedinců připomínají spíše tupé kolíky. Meloun v přední části hlavy je zakulacený, s věkem se otupuje a na vrchní části těla se vytváří příčná hrana, takže meloun je pak vpředu prudce zkosený a na vrcholu hlavy takřka rovný.
Oči jsou extrémně malé, dokonce menší než ušní otvory umístěné za očima. Výdechový otvor je podlouhlý, tenký. Hrudní ploutve jsou mohutné, občas mají rovné, čtvercové zakončení. Ocasní ploutev je široká, její zadní hrana je konkávní s relativně dlouhými špičatými okraji. Delfínovec měří kolem 2–2,5 m a váží 70–90 kg. Samice jsou o něco větší než samci.

## Biologie
Živí se masožravě – pojídají hlavně ryby, škeble a krevety. Pro potravu se potápí, většinou pouze na 30–90 vteřin, nicméně dech dokáží zadržet i na několik minut. Potravu obstarává pomocí echolokace, kterou se delfínovci induští ozývají takřka neustále. Echolokace delfínovcům slouží i ke komunikaci a k navigaci v zakalené vodě řek. Extrémně malé oči vnímají pouze intenzitu a směr světla. Při vynoření vydávají zvuky podobné kýchnutí. Pohybují se o samotě nebo v malých skupinkách o 2–3 jedincích, výjimečně i ve stádech o 20–30 delfínovců. Plavou na boku, k lodím se nepřibližují.
Preferují hlavně mělčí, zakalené vody. Pohlavní dospělosti dosahují mezi 6–10 lety. K rozmnožování dochází v průběhu celého roku. Samice rodí pouze jedno mládě, které se zdržuje v blízkosti matky po dobu jednoho roku, než dojde k jeho osamostatnění. Může se dožít kolem 30 let.

## Výskyt a populace
Jedná se o endemita řeky Indu a jeho některých přítoků v severozápadní Indii a Pákistánu. Delfínovec induský je ohrožený druh, který patří mezi nejohroženější kytovce vůbec. Jiný asijský říční kytovec delfínovec čínský je již vyhynulý.

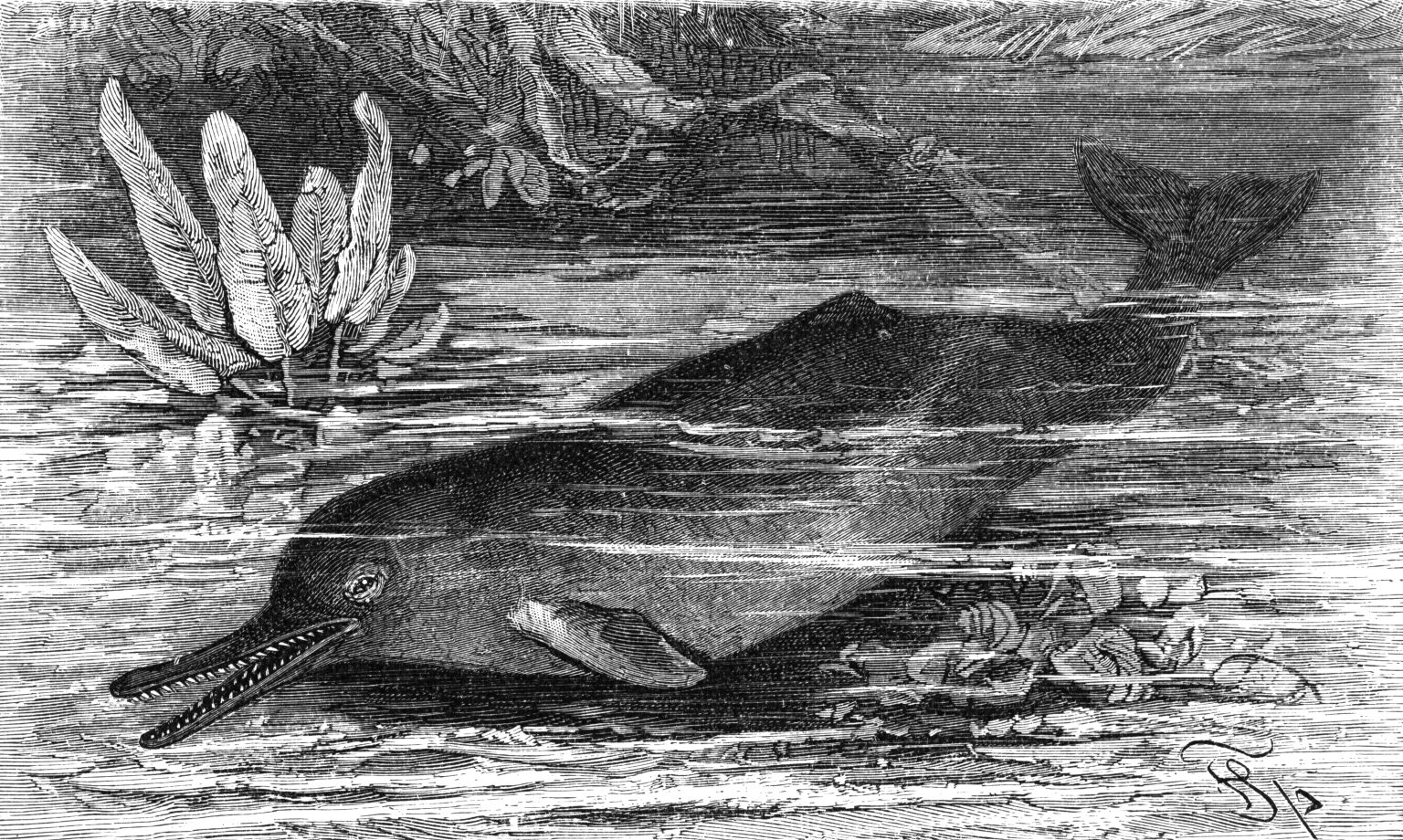
Ilustrace delfína induského (1927)

Populace delfínovců induských drasticky poklesla v průběhu 20. století, kdy bylo na řece Indu a jejích přítocích postavena celá řada přehrad, které svádějí vodu pro potřeby zemědělství a lidské spotřeby. Delfínovec induský byl původně hojně rozšířen nejen v řece Indu, ale i v jejích mohutných přítocích jako jsou řeky Satladž, Čanáb, Ráví a Džihlam na sever až k himálajskému předhůří. Následkem přehrazení řek na nejméně 17 místech však došlo k fragmentaci populace do menších populací, z nichž nejméně 10 je již vyhynulých a zbývající populace jsou od sebe odděleny masivními přehradami, přes které se delfínovci nemohou dostat. Kolem 99 % populace se nachází v 690km úseku ve středním a nižším toku Indu v Pákistánu. V Indii se k roku 2017 nacházela pouze zbytková populace v řece Bjás. Toto současné rozšíření reprezentuje pouze 20 % původního areálu rozšíření. S odklonem velkého množství vody z řeky Indu hladina vody často klesne natolik nízko, že delfínovci uvíznou na mělčině nebo ve vysychajících kalužích.
Vedle přehrazení řek jsou zbývající populace ohroženy zvukovým znečištěním, pokračující zhoršující kvalitou vody v důsledku intenzifikace zemědělství (pesticidy) a rozvoje průmyslu, srážkami s vodními plavidly a zamotáním do rybářských sítí. Delfínovci byli v Pákistánu kdysi běžně loveni pro jejich maso a olej, který se používal pro svícení i v lidovém léčitelství. Místní rybáři vnímali delfínovce jako konkurenty v rybolovu, a tak je často zabíjeli. Po zákazu lovu delfínů v 70. letech 20. století už k lovu delfínovců nedochází, nicméně stále dochází k otravám delfínovců při zakázaných rybolovných praktikách místních rybářů, kteří někdy chytají ryby nalitím jedu do řeky s cílem otrávit ryby, které poté snadno posbírají z hladiny, avšak otráví přitom i delfínovce.
Populace delfínovců od 70. let 20. století mírně stoupá. Mohl tomu napomoci zmíněný zákaz lovu delfínovců ze 70. let nebo migrace populací delfínovců z menších přítoků (kde se delfínovci již nevyskytují) do hlavního toku Indu. Podle odhadu z roku 2017 zbývá posledních 1800–1900 delfínovců.